# Tedż

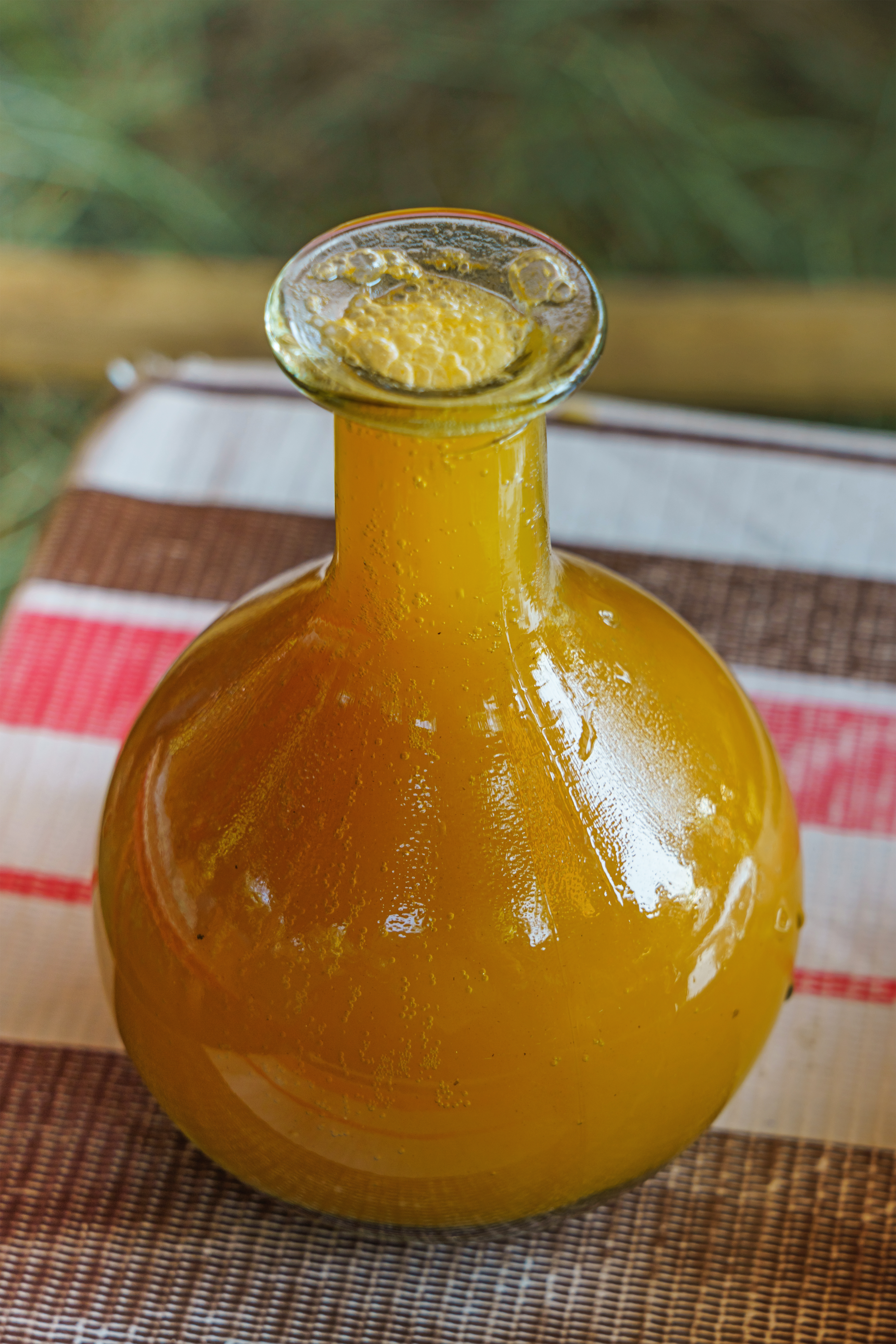
Tedż przechowywany w tradycyjnej wazie byryllie.

Tedż (amharski ጠጅ) – miód pitny lub wino miodowe; tradycyjny trunek wytwarzany i spożywany w Etiopii. Nastawiany na miodzie i roślinach – głównie ze sproszkowanych liści szakłaka z gatunku Rhamnus prinoides. Tedż jest tradycyjnie napojem przyrządzanym w domach, choć istnieją również specjalne, serwujące ten trunek bary o nazwie tedż biet. Dawniej napój ten był spożywany tylko wśród uprzywilejowanych warstw cesarstwa etiopskiego.
Tedż tradycyjnie podawany jest w okrągłej, baniastej wazie zwanej byryllie. Ze względu na długi okres fermentacji jest to napój bardzo mocny, o wysokiej zawartości alkoholu, której nie zdradza jego słodki, miodowy smak. Lżejszą wersją tedżu jest byrz, który jest fermentowany krócej, przez co jest słodszy i ma mniejszą zawartość alkoholu.